# Muara Cawang (Tanjung Sakti Pumu)
Muara Cawang is een bestuurslaag in het regentschap Lahat van de provincie Zuid-Sumatra, Indonesië. Muara Cawang telt 811 inwoners (volkstelling 2010).